# Roczenka
Roczenka (735 m) – szczyt w centralnej części Beskidu Andrychowskiego (Beskid Mały). Znajduje się w głównym grzbiecie tego pasma, pomiędzy Przełęczą Kocierską (718 m) a dwuwierzchołkową Kiczorą (746 m). W północnym kierunku tworzy krótki grzbiet opływany przez dwa potoki będące dopływami Targaniczanki, w południowym podobny, opływany przez dwa dopływy Kocierzanki.
Grzbiety i stoki Roczenki porasta las, na grzbiecie południowym jest jednak duża polana z należącym do Kocierza Rychwałdzkiego osiedlem Karczówka. Stokami tymi prowadzi też droga leśna. Po wschodniej stronie szczytu Roczenki krzyżują się dwa szlaki turystyczne; czerwony biegnący głównym grzbietem, oraz czarny z Targanic. Z płaskiego grzbietu i wierzchołka Roczenki rozciągają się ograniczone widoki. Widoczny jest Kocierz i grzbiet Jawornicy. W okolicach szczytu Roczenki dostrzec jeszcze można pochodzące z II wojny światowej pozostałości umocnień obronnych.
Przez Roczenkę biegnie grnica między wsiami Kocierz Rychwałdzki w województwie śląskim (stok południowy) i Targanice w województwie małopolskim (stok północny).
Szlaki turystyczne
 Mały Szlak Beskidzki na odcinku: Przełęcz Kocierska – Roczenka – Kiczora – przełęcz Skaliste – Potrójna – Łamana Skała – Leskowiec – Schronisko PTTK Leskowiec
 Targanice Górne – Przełęcz Kocierska. Czas przejścia: 1:20 h, ↓ 50 min